# Kanton Metz-Ville-4
Kanton Metz-Ville-4 (fr. Canton de Metz-Ville-4), tj. Mety-město byl francouzský kanton v departementu Moselle v regionu Lotrinsko. Tvořila ho pouze část města Mety (městské čtvrtě Borny, Grange-aux-Bois, Grigy Technopôle a Vallières-Les Bordes). Zrušen byl po reformě kantonů 2014.